# Bariumselenit
Bariumselenit ist eine anorganische chemische Verbindung des Bariums aus der Gruppe der Selenite.

## Gewinnung und Darstellung
Bariumselenit kann durch Reaktion von Natriumselenit mit Bariumchloridlösungen gewonnen werden.
{\displaystyle \mathrm {Na_{2}SeO_{3}+BaCl_{2}\longrightarrow BaSeO_{3}\downarrow +\ 2\ NaCl} }
Ebenfalls möglich ist die Synthese durch Reaktion einer Bariumchlorid-Lösung mit seleniger Säure und Zugabe von Natriumcarbonat zum Starten der Fällung.

## Eigenschaften
Bariumselenit ist ein in reinem Zustand weißer Feststoff. Technische Produkte sind durch Spuren von elementarem Selen cremefarben oder pink gefärbt. Es ist praktisch unlöslich in Wasser und stabil im pH-Wertbereich zwischen 4,6 und 13,7. An Luft ist es stabil bis 700 °C und oxidiert sich dann zu Bariumselenat.
{\displaystyle \mathrm {2\ BaSeO_{3}+O_{2}\longrightarrow 2\ BaSeO_{4}} }

## Verwendung
Bariumselenit wird zur Färbung oder Entfärbung von Glas bzw. zur Herstellung von hochbrechenden Gläsern verwendet.

## Verwandte Verbindungen
Neben Bariumselenit existiert mit Bariumdiselenit BaSe2O5 ein weiteres Bariumselenit.